# Bettina Spitz
Bettina Spitz (Bogotá, 1959) es una diseñadora de modas y empresaria colombiana, reconocida por haber fundado su marca en 1988, posicionándose como una de las principales firmas de moda en su país.

## Biografía

### Primeros años y estudios
Spitz nació en la ciudad de Bogotá, Colombia, hija de padres alemanes que abandonaron su país después de la guerra. Su madre, Íngrid Kreie, se desempeñaba como diseñadora, modelo y pintora, de ahí la pasión de Bettina por las artes. Más adelante se trasladó al país de nacimiento de sus padres a estudiar diseño de moda en la escuela Zuschneideschule Müller & Sohn.

### Carrera
Al regresar a Colombia se vinculó a la empresa Valdiri, una de las primeras empresas especializadas en moda en el país cafetero, y conformó el equipo de diseño de las marcas Carlos Nieto, Gente Joven y Jeans & Jackets, antes de formar su marca homónima con la colaboración de Alberto Nieto en 1988. Su firma se consolidó a lo largo de los años, especializada en diseñar prendas de vestir y calzado para dama y logrando conquistar el mercado local e internacional, con sedes y colecciones en varios países del mundo.
Varios de sus diseños aparecieron en la serie colombiana del director Fernando Gaitán Yo soy Betty, la fea, e incluso la diseñadora hace cameo en algunas de las escenas.